# Хасановка (Черкасская область)
Хасановка (укр. Хасанівка) — посёлок в Уманском районе Черкасской области Украины.
Население по переписи 2001 года составляло 6 человек. Почтовый индекс — 20051. Телефонный код — 4745.

## Местный совет
20051, Черкасская обл., Христиновский р-н, с. Кузьмина Гребля